# Дриц, Виктор Анатольевич
Виктор Анатольевич Дриц (род. 25 ноября 1932, Читинская область) — советский и российский учёный-геолог, минералог и кристаллограф, доктор геолого-минералогических наук, профессор (1986), заместитель директора Геологического института АН СССР / РАН (1988—1992). Специалист в структурной минералогии и химии.

## Биография
Родился 25 ноября 1932 года в посёлке Черновские Копи, Читинской области.
В 1955 году с отличием окончил Иркутский государственный университет, физический факультет. Остался там работать до 1961 года.
В 1961 году защитил кандидатскую диссертацию в Институте кристаллографии АН СССР по теме: «Рентгеноструктурное изучение глинистых минералов».
С 1962 года работает в ГИН АН СССР.
В 1970—2005 годах — заведующий лабораторией физических методов исследования породообразующих минералов.
С 2005 года — главный научный сотрудник отдела литологии, лаборатории физических методов изучения породообразующих минералов ГИН РАН.
Научные интересы — реальная пространственная структура породообразующих минералов и методы её исследования, глинистые минералы.

## Награды, премии и звания
- 1992 — Doctor Honoris Causa of the Orléans University (Франция)
- 1995 — Honorary Member of the Mineralogical Society of Great Britain and Ireland (Великобритания и Ирландия)
- 1996 — Distinguished Member of Clay Minerals Society (CMS) (США)
- 1997 — Золотая медаль Международной Ассоциации по изучению глинистых минералов (AIPEA)
- 2020 — Почётный член Польского минералогического общества.
- 2019 — в честь Виктора Анатольевича назван новый минерал дрицит (dritsite), Al4Li2(OH)12Cl2(H2O)3[4]